# B.B
B.B（ビー・ビー）とは、1990年代半ばに、高知県内の出版業者が、少年愛解放を標榜して発行していた雑誌。ヨーロッパの少年愛解放団体とも接触を始めていた。
しかし、主宰者は、1996年には捜査が身辺に及んでいることを察知。審査を通過した者に読者を限定する・肖像権侵害などの別件で訴えられないよう少年写真にはコンピュータグラフィックスのみを使用するなど、予防線を張ったが、1997年5月、主宰者の自宅に家宅捜索が入り、現職の中学校教員が現役の教え子とセックスしている場面を映したビデオが押収され、騒ぎが大きくなった。主宰者は、40日の拘置を経た後、執行猶予となったが、中学校教員は、懲役1年3ヶ月の実刑判決を受け、服役した。なお、この中学校教員は、新卒の頃から、男子生徒との関係を噂されていた。
主宰者は、「あなたは少年愛者をやめられないのか」と検事から問われ、「たぶんやめられないと思います。しかし、少年との接し方を変えようと思っています」と答えている。
「若い少年愛者に、居場所を与えたい」「我々は、少年ポルノマニアではなく、少年と愛があり、コミュニケーションがある」が、主宰者の持論である。